# London Review of Books
London Review of Books är en brittisk tidskrift grundad 1979 som huvudsakligen publicerar längre bokrecensioner och texter i essäformat. Tidskriften hade 2013 en upplaga på drygt 60 000 exemplar, vilket gör den till Europas största litterära magasin.